# Grupy etniczne w Bhutanie

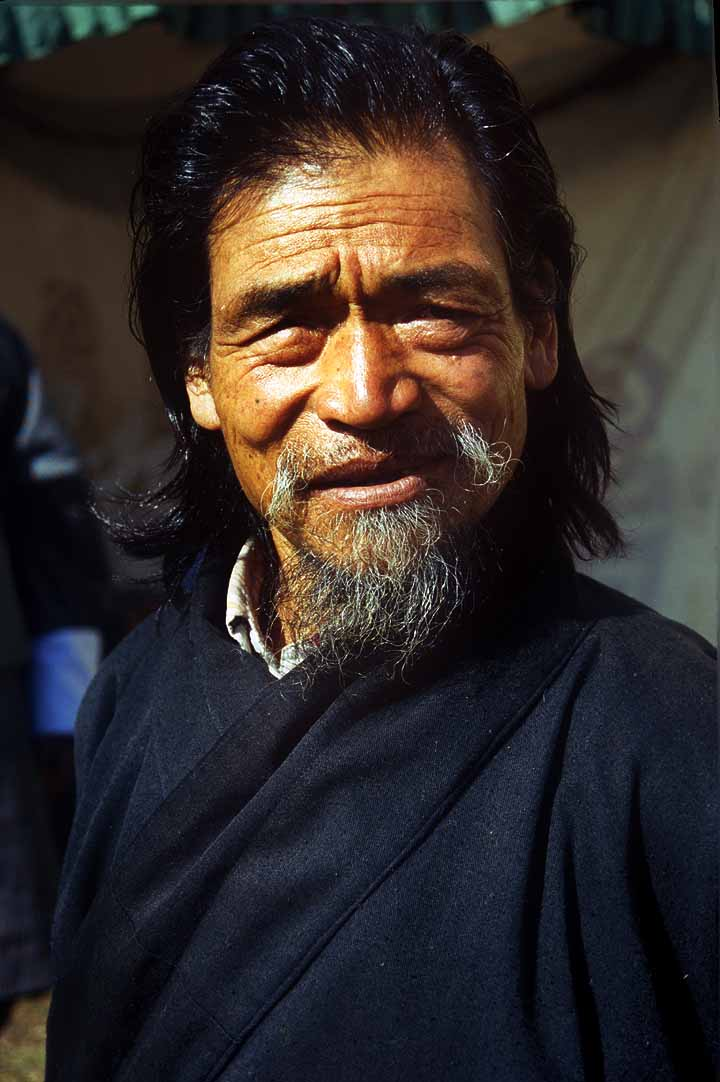
Mieszkaniec Bhutanu, ubrany w tradycyjny strój

Bhutańczycy – ogólna nazwa mieszkańców Bhutanu. Posługują się językami lub dialektami języka tybetańskiego z grupy języków chińsko-tybetańskich (gł. dzongkha) oraz językami indoaryjskimi (głównie nepali). Są podzieleni etnicznie na kilkanaście ludów:
- Ngalop – największa grupa, stanowiąca ponad połowę ludności Bhutanu, przybyła najprawdopodobniej z Tybetu;
- Sharchop – lud, który powstał w wyniku wielu mieszanych małżeństw bhutańsko-hinduskich, stanowi 20% ludności;
- Lhotszampowie – z pochodzenia potomkowie Nepalczyków, którzy wyemigrowali w XX wieku do Bhutanu, stanowią 27% ludności;
- Tybetańczycy;
- Limbu;
- Rai;
- Gurungowie;
- Szerpowie;
- Sanglowie;
- Czetrowie;
- Sikhowie;
- Biharczycy;
- Lhop – pierwotni mieszkańcy Bhutanu, stanowią zaledwie 0,05% ludności kraju.